# Fonnsängets naturreservat
Fonnsängets naturreservat är ett naturreservat  i Väte socken i Region Gotland på Gotland.
Området är naturskyddat sedan 2020 och är 15 hektar stort. Reservatet består av ett gotländskt änge och ädellövskog.